# Achero Mañas
Juan Antonio Mañas Amyach (Madrid, 5 settembre 1966) è un regista, sceneggiatore e attore spagnolo.

## Biografia
Nel 2001 il suo film El bola ha vinto il Premio Goya per il miglior film.

## Filmografia parziale

### Attore
- 1492 - La conquista del paradiso (1992)

### Regista
- Metro (1994) cortometraggio
- Cazadores (1997) cortometraggio
- Paraísos artificiales (1998) cortometraggio
- El bola (2000)
- Noviembre (2003)
- Blackwhite (2004)
- Todo lo que tú quieras (2010)